# Szépmező község
Szépmező község (románul: Comuna Șona) község Fehér megyében, Romániában. Központja Szépmező, beosztott falvai Betlenszentmiklós, Dobtanya, Elekes, Kistövis, Magyarbénye, Szászvölgy.

## Népessége
A 2011-es népszámlálás adatai alapján a község népessége 4067 fő volt.